# 毛叶勾儿茶
毛叶勾儿茶（学名：Berchemia polyphylla var. trichophylla）为鼠李科勾儿茶属下的一个变种。

## 扩展阅读
- 維基物種上的相關：毛叶勾儿茶